# Udligning (sport)
En udligning er inden for sport et ofte hørt udtryk, som bruges om et mål eller en scoring i en sportsbegivenhed, der gør antal mål eller point lige mellem to hold.
Eksempel: Hold A fører 1-0 over hold B, men hold B scorer så et mål, der gør stillingen til 1-1. Den scoring vil så være en udligning.
| Sport | Spire Denne artikel om sport er en spire som bør udbygges. Du er velkommen til at hjælpe Wikipedia ved at udvide den. |